# Parisus aurantiacus
Parisus aurantiacus är en tvåvingeart som först beskrevs av Macquart 1840.  Parisus aurantiacus ingår i släktet Parisus och familjen svävflugor. Inga underarter finns listade i Catalogue of Life.